# Quốc Trường (nghệ sĩ)
Quốc Trường (1952–2011) là một nghệ sĩ Trompette Việt Nam, ông còn là một nhạc sĩ sáng tác nhiều ca khúc nhạc nhẹ nổi tiếng được nhiều người biết đến ở thập niên 80 như: "Hà Nội – những công trình", "Chớ có quên ngày hôm qua", "Những phút giây qua", "Hát cho mùa xuân tương lai", "Hoàng hôn"...

## Tiểu sử
Ông có tên thật là Nguyễn Quốc Trường, sinh ngày 27 tháng 12 năm 1952 tại Hà Nội. Cha ông là Nguyễn Văn Tư, là một trong những nhà giáo có tiếng ở Hà Nội đầu thế kỷ 20. Mẹ ông là nghệ sĩ Châu Loan, một nghệ sĩ ngâm thơ và ca Huế nổi tiếng, đã được nhà nước Việt Nam phong tặng danh hiệu Nghệ sĩ Nhân dân.
Từ nhỏ, Quốc Trường hay theo mẹ đến Đài Tiếng nói Việt Nam nên sớm có được điều kiện tiếp xúc với âm nhạc. Tại đây, ông được lão nghệ sĩ kèn Trompette của dàn nhạc Đài Tiếng nói Việt Nam là Ngô Văn Sợi phát hiện ra khả năng âm nhạc và đã kèm cặp ông tại lớp thể nghiệm của Dàn nhạc Đài Tiếng nói Việt Nam. Năm 1968, ông được cử theo học tại Khoa kèn của lớp Chuyên gia Cộng hòa Liên bang Đức phối hợp với Trường âm nhạc quốc gia Việt Nam.
Từ năm 1970, ông là thành viên chính thức của Dàn nhạc Đài Tiếng nói Việt Nam và trở thành nhạc công Trompette nắm giữ bè 1 của dàn nhạc trong 16 năm. Năm 1987, ông chuyển về làm việc tại Nhà hát ca múa nhạc Trung ương. Sau đó, từ một nhạc công Trompette, ông trở thành Nhạc trưởng, rồi Trưởng phòng Nghệ thuật, Trưởng đoàn ca nhạc của Nhà hát Nhạc nhẹ Việt Nam (Tiền thân là Nhà hát ca múa nhạc Trung ương).
Trong suốt hơn 40 năm hoạt động nghệ thuật, ông còn thể hiện là một nhà hòa âm phối khí hàng đầu Việt Nam, góp phần không nhỏ vào thành công của Dàn nhạc Đài Tiếng nói Việt Nam, Dàn nhạc Đoàn ca nhạc nhẹ Trung ương. Ông từng tham gia biểu diễn và phối khí cho các dàn nhạc lớn như Dàn nhạc Liên đoàn Xiếc Việt Nam, Ban nhạc Jazz Sông Hồng, Dàn nhạc giao hưởng Nhà hát nhạc vũ kịch Việt Nam, Dàn nhạc giao hưởng Nhạc viện Hà Nội…
Trong lĩnh vực sáng tác, Quốc Trường nổi tiếng với các bài hát viết về tuổi trẻ, tình yêu, Hà Nội như: "Hát cho mùa xuân tương lai", "Chớ quên ngày hôm qua", "Hoàng hôn", "Những phút giây qua"... Đặc biệt với bài hát "Hà Nội những công trình" được ông sáng tác tặng riêng cho người bạn gái và về sau trở thành người vợ của ông, đã được chọn là tác phẩm trong top 10 bài hát tiêu biểu 1000 năm Thăng Long – Hà Nội.
Trong sự nghiệp đào tạo, ông luôn quan tâm đến thế hệ trẻ kế cận. Ngoài thời gian công tác tại Nhà hát Nhạc Nhẹ Việt Nam, ông thường xuyên tham gia giảng dạy tại Trường Đại học Văn hóa Nghệ thuật Quân đội, Trường Đại học Âm nhạc Quốc gia Việt Nam, Cung Thiếu nhi Hà Nội...
Do những cống hiến của mình, cùng với tập thể nghệ sĩ Nhà hát Nhạc nhẹ Việt Nam, ông đã được nhà nước Việt Nam tặng thưởng nhiều bằng khen, nhiều huân chương, huy chương cao quý, các giải thưởng của Hội Nhạc sĩ Việt Nam, Bộ Văn hóa – Thông tin, các giải Vàng cho cá nhân, và các giải vàng với tư cách là người xây dựng nên các chương trình Âm nhạc lớn… Ông cũng là một trong những thành viên tổ chức và biểu diễn chương trình Âm nhạc của Nhà hát Nhạc nhẹ Việt Nam chào mừng Đại lễ 1000 năm Thăng Long – Hà Nội; Chương trình chào mừng Hội nghị Asean – Asem, Chương trình chào mừng Đại hội Đảng toàn quốc lần thứ 11, Chương trình chào mừng Xuân Tân Mão 2011…
Ông bất ngờ bị đột quỵ và đột ngột qua đời khi đang điều trị tại viện quân y 108, không lâu sau sinh nhật 59 tuổi.

## Những nhạc phẩm
- Hà Nội những công trình
- Chớ có quên ngày hôm qua
- Những phút giây qua
- Hoàng hôn
- Vinh quang tuổi trẻ Việt Nam
- Hát cho mùa xuân tương lai
- Hà Nội mến yêu
- Ngõ xưa

## Vinh danh
Sau khi mất, ông được nhà nước truy phong Nghệ sĩ ưu tú năm 2012 

## Link tham khảo
- Nhạc sĩ "Những phút giây qua" qua đời
- Nhạc sĩ Quốc Trường đột ngột qua đời
- Đông đảo nghệ sĩ tiếc thương Nhạc sĩ Quốc Trường
- Bầu trời ca nhạc nhẹ Thủ đô vắng đi một ngôi sao
- Nghệ sĩ Nhân dân Châu Loan trong trái tim người con trai – Nhạc sĩ Quốc Trường Lưu trữ ngày 10 tháng 6 năm 2010 tại Wayback Machine
- Đêm nhạc Jazz tưởng niệm Nghệ sĩ Trompette Quốc Trường
- Quyền Văn Minh làm đêm nhạc tưởng nhớ bạn